# Ignazio Scassillo
Ignazio Scassillo (Napoli, 22 gennaio 1972) è un cantautore, musicista, compositore e polistrumentista italiano.
Musicista di profonda sensibilità e versatile talento, riconosciuto per la sua capacità di tessere narrazioni intime e universali attraverso testi incisivi e melodie avvolgenti. Con una carriera che spazia dall'intensa attività live alla raffinata produzione in studio, Ignazio si distingue per un approccio autentico e una ricerca costante di nuove sonorità.
Stile e Caratteristiche:
La musica di Ignazio Scassillo si nutre di influenze diverse, che spaziano dal cantautorato italiano classico alle sonorità rock, pop e folk, creando un sound distintivo e immediatamente riconoscibile. Le sue composizioni sono caratterizzate da:
- Testi Introspezione e Impatto: Le liriche di Ignazio sono il frutto di un'attenta osservazione del mondo e dell'animo umano. Affronta temi come l'amore, la perdita, la speranza, le sfide sociali e la quotidianità, con una profondità e una poesia che toccano l'ascoltatore.
- Melodie Ricche e Coinvolgenti: Le sue doti di compositore si manifestano in arrangiamenti curati e melodie evocative, capaci di creare atmosfere suggestive e di rimanere impresse.
- Versatilità Strumentale: Oltre ad essere un talentuoso cantante, Ignazio è un polistrumentista abile, spesso coinvolto nella realizzazione degli arrangiamenti e nell'esecuzione di diverse parti strumentali dei suoi brani.
- Performance Carismatiche: Sul palco, Ignazio Scassillo si trasforma, offrendo esibizioni intense e carismatiche, capaci di instaurare un'autentica connessione con il pubblico. La sua presenza scenica e la sua passione sono tangibili in ogni concerto.

Autore di numerose canzoni per il sociale, molte sue colonne sonore partecipano a cortometraggi e programmi televisivi. Nel 1999 vince il Festival di Napoli con un brano scritto e arrangiato da lui. Nel 2019 diventa Direttore artistico della città di Torre Annunziata per la creazione di eventi culturali e musicali per il Settecentenario della città.

## Biografia
Ignazio Scassillo cresce a Torre Annunziata. Sin da piccolo ha sempre nutrito una grande passione per la musica, tanto da decidere di prendere lezioni di pianoforte da ragazzo. Si diploma presso l'ITIS Marconi della sua città come perito tecnico, e in quegli anni riesce a sostenere privatamente gli esami del conservatorio.

## Carriera
La sua carriera musicale comincia a diciotto anni. Inizia a girare per l'Italia militando diversi gruppi, oltre a insegnare musica da privato e nelle scuole pubbliche. Pubblica un album chiamato Salam Alaik. Per anni è stato il responsabile dell'Accademia di Sanremo (sezione SudItalia) come arrangiatore per le nuove proposte. Ha scritto diverse musiche per documentari andati in onda su RaiUno, RaiDue, Mediaset.
Nel 1999 dirige l'orchestra di diverse manifestazioni televisive, in onda sulle reti nazionali. Inoltre, sempre in quell'anno, vince come autore il Festival di Napoli. Ha scritto alcuni pezzi in napoletano per Mina. Il suo brano “Il Camorrista” è entrato a far parte del Dizionario Musicale nella Bibliocamorra dell'Università di Napoli Federico II. Ha scritto altri singoli come “Pinocchio”, “Blin blin blin”, “Donne Sole”. La maggior parte delle sue canzoni parla del sociale, dei problemi e delle ingiustizie che viviamo quotidianamente.
Ha partecipato con le sue composizioni a filme e documentari tra cui “Il Parroco Santo” di Silvestro Giannantonio, "La scelta", “I silenzi del cuore", Gli occhi sul muro", “Amore lieto disonore” per la regia di Onofrio Brancaccio.
Collabora come compositore musicale presso la Rai, scrivendo musiche per trasmissioni come Chi l'ha visto? su Rai 3 e per documentari vari su Rai 5.
Collabora come autore musiche per cellulari presso Samsung.
Nel 2018 è uscito il suo lavoro discografico Bluff 1980. Nel 2020 è stata pubblicata la versione rimasterizzata dell'album Provini nel cassetto, con il nome Provini nel Cassetto - Remastered 2020.
Nel 2024 esce il suo ultimo disco intitolato Parlesia che porta in giro per l'Italia, attraverso concerti e contemporaneamente, ha partecipato in manifestazioni Jazz.

## Discografia
- 1987 - Salam Alaik
- 2000 - Situazioni particolari
- 2004 - Situazioni particolari Vol. 2
- 2010 - Provini nel cassetto
- 2018 - Bluff 1980
- 2024 - Parlesia Link per l'ascolto

## Altre attività
Oltre alla carriera musicale, è ideatore e regista di alcuni dossier culturali, trasmessi su SKY, e ha scritto sceneggiature per alcuni cortometraggi.
È stato regista e direttore di un programma andato in onda su Canale 10, chiamato SCUL, spettacolo e cultura.
Nel 2019 è diventato Direttore Artistico di Torre Annunziata per il Settecentenario della città oplontina.